# علي محسن زادة
علي محسن زادة (13 فبراير 1993 بطهران في إيران - ) هو لاعب كرة قدم إيراني في مركز حراسة المرمى. شارك مع منتخب إيران تحت 17 سنة لكرة القدم ومنتخب إيران تحت 20 سنة لكرة القدم ومنتخب إيران تحت 23 سنة لكرة القدم. أما مع النوادي، فقد لعب مع نادي برسبوليس ونادي ذوب آهن أصفهان ونادي نفط طهران وKhoneh Be Khoneh F.C. ‏.